# Larimer County
Larimer County je okres ve státě Colorado v USA. K roku 2010 zde žilo 299 630 obyvatel. Správním městem okresu je Fort Collins. Celková rozloha okresu činí 6 822 km².